# 圣胡斯托 (萨莫拉省)
圣胡斯托，是西班牙卡斯蒂利亚-莱昂萨莫拉省的一个市镇。 总面积75平方公里，总人口341人（2001年），人口密度5人/平方公里。